# Gregg Berhalter
Gregg Matthew Berhalter, född 1 augusti 1973 i Englewood i New Jersey, är en amerikansk professionell fotbollstränare. Han var tidigare professionell fotbollsspelare i bland annat Nederländerna och Tyskland och spelade också för USA:s landslag.

## Spelarkarriär

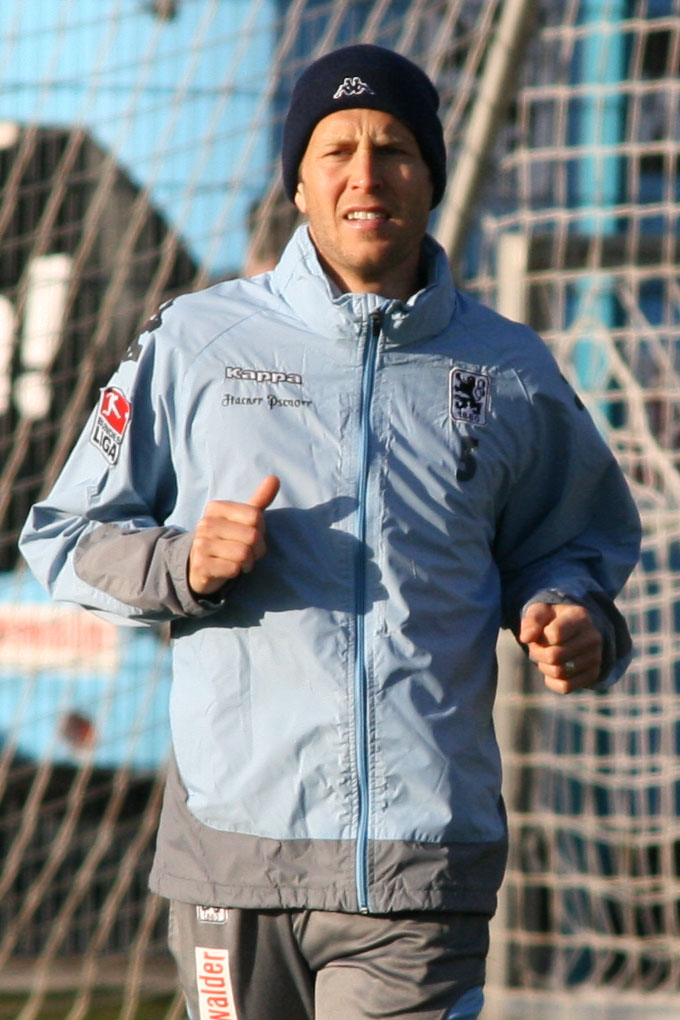
Berhalter under en träning för 1860 München 2007.

Berhalter var försvarare och spelade under flera år i Europa, först för de nederländska klubbarna Zwolle, Sparta Rotterdam och Cambuur Leeuwarden, därefter för engelska Crystal Palace och sedan för de tyska klubbarna Energie Cottbus och 1860 München. Han avslutade spelarkarriären för Los Angeles Galaxy i Major League Soccer (MLS). Med den sistnämnda klubben var han med och vann MLS Cup 2011 samt Supporters' Shield 2010 och 2011.
Berhalter spelade totalt 44 landskamper för USA, där han bland annat deltog i VM 2002.

## Tränarkarriär
Efter att ha börjat sin tränarkarriär som assisterande för Los Angeles Galaxy under sin sista säsong som spelare 2011, kom Berhalter till svenska Hammarby i Superettan som huvudtränare inför 2012 års säsong. Han fick avgå i slutet av juli 2013 på grund av dåliga sportsliga resultat. Inför 2014 års säsong tog han över som sportchef och huvudtränare för Columbus Crew i MLS. Han blev kvar där till och med 2018 innan han i december det året utsågs till förbundskapten för USA:s herrlandslag.
Som förbundskapten har Berhalter tagit hem guld vid Concacaf Nations League 2019/20 (finalen spelades först sommaren 2021 på grund av coronaviruspandemin) och Concacaf Gold Cup 2021. Den 10 juli 2024 avskedades han från rollen.